# True Blue (album)
True Blue treći je studijski album američke pjevačice Madonne izdan 30. lipnja 1986. pod Sire Recordsom. Madonna je surađivala s Stephenom Brayom i Patrickom Leonardom. Smatrajući ga najviše djevojačkim Madonninim albumom, True Blue se bavi njezinim pogledima na ljubav, posao, snove, kao i razočaranja. Inspracija je došla od tadašnjeg supruga Sean Penna, kojemu je Madonna i posvetila album. Glazbeno gledajući, pjesme s albuma su krenule drugim smjerom od njezinih prošlih nastojanja, te su uključivale suvremenu klasičnu glazbu kako pri pridobili stariju publiku koja je bila skepitčna prema Madonninoj glazbi.
True Blue uključuje instrumentaciju akustične gitare, bubnjeve, sintisajzere i kubansku glazbu. Teme pjesama su se protezale od ljubavi, slobode, te u slučaju "Papa Don't Preach" i iz socijalnih problema poput tinejdžerske trudnoće. Nakon objavljivanja, True Blue je dobio pozitivne komentare kritičara. Hvalili su album, te ga zvali vrhunskim dance-popom i modelom po kojemu su nastajali pop albumi kasnih 80-ih i ranih 90-ih. Također su pohvalili Madonnu čiji je glas bio puno snažniji, te njezine vještine kao pjevačice, tekstopisca i zabavljačice.
Komercijalno, True Blue je postao međunarodni uspjeh, te se popeo na prva mjesta ljestvica u 28 zemalja svijeta što je bilo bez presedana do tada. Također je bio i najprodavaniji album 1986. godine. Do danas je album prodan u 24 mijuna primjeraka, od čega je sedam milijuna prodano u Sjedinjenim Državama te je time i zaradio sedmerostruku platinastu certifikaciju prema Recording Industry Association of America. S albuma je izdano pet singova: "Live to Tell", "Papa Don't Preach" i "Open Your Heart" koji su se u popeli na prvo mjesto Billboard Hot 100 ljestvice, te "True Blue" i "La Isla Bonita" koji su ušli u Top 5 iste ljestvice.
Singlovima s albuma, kao i glazbenim videima, Madonna je počela mijenjati sliku o sebi s "boy-toy" u više sofisticiran izgled. Za pjesmu "Papa Don't Preach" su neki osuđivali Madonnu zbog poticanja tinejdžerske trudnoće, dok su drugi u tome vidjeli Madonnino protiljenje pobačaju. "Open Your Heart" je naišao na kritike kod glazbenog videa jer se prikazuje dječak u striptiz baru. Veliko protivljenje vjerskih zajednica je Madonna doživjela 2006. godine za vrijeme Confessions Tour, kada je izvodila pjesmu "Live to Tell" obješena na križ s krunom od trnja na glavi. True Blue je zaslužan za pretvaranje Madonne u veliku zvijezdu. Madonni je osigurao mjesto među najvećim glazbenim umjetnicima 80-ih godina.

## Nastajanje albuma
Madonna je 6. ožujka 1986. za vrijeme konferencije za film Shanghai Surprise potvrdila rad na novom albumu Live to Tell, za koji se ispostavilo da će se zvati True Blue. Ponovno je surađivala sa Stephenom Brayom, koji je s njom radio na prošlom albumu Like a Virgin, te je započela novu suradnju s Patrickom Leonardom. Madonna je napisala ili pomogla pisanju svake pjesme s albuma, dok je za pjesme "Papa Don't Preach" i "Open Your Heart" izmijenila te dodala svoj tekst. Također je bila zaslužna i za koprodukciju svake pjesme. Album je snimljen početkom 1986., za vrijeme prve godine braka s američkim glumcem Sean Pennom. Posvetila je upravo njemu ovaj album uz posvetu: "Posvećujem ovaj album svom suprugu, najboljem frajeru na svijetu." S ovim albumom Madonna je pokušala pridobiti stariju publiku koja je do tada bila skeptična prema njezinoj glazbi. To je pokušala promjenom izgleda, koji postaje sve više 'tradicionalni', te uključivanjem klasične glazbe u svoje pjesme.
Sloveći kao najženstveniji Madonnin album, True Blue progovara o Madonninim pogledima na ljubav, posao, snove ali i razočaranja. Madonna je rekla da je album dobio naziv po najdržaem opisu ljubavi njezinog tadašnjeg supruga Sean Penna. Album je bio u njegovu čast. Svaka je pjesma na albumu nastala zasebno. Prvu pjesmu s albuma, "Papa Don't Preach", je napisao Brian Elliot te ju je opisao kao "ljubavnu pjesmu, napisanu malo drugačije". Pjesma je napisana na osnovu tinejdžerskog trača koji se čuo van njezinog studija kroz prozor koji je gledao na jednu srednju školu u Hollywoodu u Los Angelesu. "Open Your Heart" je prva napisana pjesma s albuma, još na početku 1986., te je pronašla svoje mjesto na završnom popisu pjesama za album. Izvorno je pjesma bila napisana za Cyndi Lauper. Treća je pjesma, "White Heart", posvećena glumcu Jamesu Cagneyu, te je nazvana po istoimenom filmu iz 1949. Četvrtu je pjesmu, "Live to Tell", Patrick Leonard izvorno napisao za soundtrack romatnične drame Fire With Fire, ali nakon što ju je komapanija odbila, Leonard ju je pokazao Madonni. Ona ju je odlučila koristiti za film Izbliza, novi film njezinog tadašnjeg supruga Seana Penna. Madonna je snimila demosnimku pjesme, a kada je to poslušao redatelj filma, James Foley, zamolio je Leonarda da napiše glazbu za film.
True Blue je bio prvi Madonnin album na kojem je uključila španjolsku tematiku, a to se posebno vidjelo u pjesmi "La Isla Bonita". Pjesma je izvorno napisana za album Bad Michaela Jacksona, ali ju je on odbio. Dok je radila s Leonardom na albumu, Madonna je prihvatila tu pjesmu, ali je promijenila većinu teksta, te time zaradila koautorska prava. Madonna je pjesmu opisala kao spomen na "ljepotu i misterij latinoamerikanaca". Iako se prvotno mislilo da će pjesma "Love Makes the World Go Round" biti prvi singl s albuma, ova pjesma zatvara album, a Madonna ju je izvela uživo na Live Aidu u lipnju 1985., godinu dana prije nego što je objavljena na albumu. The song recalled the antiwar music of the sixties.

## Naslovnica albuma
Slika s naslovnice albuma, koju je snimio fotograf Herb Ritts, je jedna od Madonninih najprepoznatljivijih slika. Prikazuje Madonnin vrat i glavu. Glavne boje na slici su siva, bijela i različite vrste plave boje čime se pokušalo pojačati naslov albuma. Madonna je zauzela elegantnu pozu, na sebi nosi bljedu šminku s crvenim ružom, te naginje glavu unazad. Naslovnica s LP i CD izdanja je zapravo samo dio velike slike na kojoj se vidi i Madonnino tijelo, koja se mogla naći na kaseti kao i u nekim LP izdanjima kao gratis poster. Prema riječima Lucy O'Brien, autorici knjige Madonna: Like an Icon, ilustracija albuma je bila građena na konceptu pop arta Andyja Warhola. Također misli da je naslovnica mješavina nevinosti, idealizma te da uključuje stil 50-ih, koji su karakteristični za Warholov sititisak iz 60-ih. O'Brien je mišljenja da je naslovnica najava nove Madonne. "S ovom slikom, Madonna je napravila vezu između Warhola i sebe, živu vezu pop arta i komercijalnosti. Kasne 80-e su označene kao nova era pop umjetnika kao brenda, a Madonna je postala prva koja je to istražila."

## Recenzije
True Blue je primio pozitivne komentare kritičara. Većina kritičara je hvalila činjenicu da je Madonnin glas postao puno snažniji nego na prošlim albumima. The New Times kaže da Madonna ponavlja teme vjernosti u svojim pjesmama, te hvale nove napore kojima priča priču na pravi način ali s time da dolazi do "ruba dozvoljenog". Stephen Holden u drugom pregledu hvali Madonnu što na ovom albumu "ide na srce". Davitt Singerson iz Rolling Stonea kaže da "Madonna pjeva bolje nego ikada". Pjesma s albuma naziva "hvatljivima", ali također komentira i nedostatak izvanrednih pjesama. Na kraju kaže da je True Blue "čvrst, pouzdan, dopadljiv novi album" koji "ostaje vjeran njezinoj prošlosti, ali isto tako koji se nad tom prošlošću izdiže". Stephen Thomas Erlewine iz Allmusic je mišljenja da je album učinio Madonnu superzvijezdom. Također kaže da je album "jedan od najboljih dance-pop albuma, album koji prikazuje Madonnine prave vještine kao tekstopisca, provokatora i zabavljača kroz širok doseg, uspjeh i običnim smislom za zabavu."
Sal Cinquemani iz Slant Magazine je album nazvao "modelom po kojemu su nastajali svi pop album kasnih 80-ih i ranih 90-ih..." Hvalili su mnoge pjesme s albuma, poput "Live to Tell" koja je nazvana upečatljivom i "Papa Don't Preach" koji je "Madonnu pretvorio u besprijekornog umjetnika koji se pridružio ikonama 80-ih, Michaelu Jacksonu i Princeu. Michael Paoletta iz časopisa Bilboard 2001. komentira da je i nakon 20 godina album još uvijek neodoljiv. BBC je u svom članku o uspjesima i promašajima Madonne, album True Blue nazvao onim koji je Madonnu postavio i osigurao joj titulu 'Pop Dame'. Također su pohvalili pjesme "Live to Tell" i "Papa Dont Preach". Entertainment Weekly kaže "Madonnin treći projekt dodaje na svoju paletu šapnjolski pop ("La Isla Bonita") i petlja s našim glavama oko pobačaja ("Papa Don't Preach"). Donosi i njezinu najbolju baladu do danas "Live to Tell"." Robert Christgau nije bio impresioniran albumom te kaže da "u vijeme kolektivne samoobmane, ne trebamo još jedno nastojanje da nas se zavede i da se lažno laska." Robert Hilburn iz Los Angeles Times kaže da "True Blue nije revolucionarna glazba, ali je maštovita, pop pun energije koji prepoznaje ograničenja i užitke Top 40 zbivanja." Erica Wexler iz Spin komentira da je ovo "Madonnin prolaz između pop adolescencije i svjeta odraslih." SoundGuardian album ocjenjuje kao zabavan te kaže "Glavna smjernica ovog albuma su hitovi" te hvali pjesmu "Live to Tell" "Maestralna balada duga skoro šest minuta je nov teritorij za Madonnu. Duga, spora i neljubavne tematike, u potpunosti netipična za kraljicu, no ona se i u ovoj ulozi snašla odlično i isporučila još jedan hit".

## Komercijalni uspjeh
Prema Guinnessevoj knjizi rekorda, True Blue je dospio na prvo mjesto ljestvica u 28 država svijeta, što je do tada bilo bez presedana. Najprodavaniji je album 1986. godine, a do 1991. album je prodan u 17 milijuna primjeraka. Postao je jedan od najprodavanijih albuma svih vremena s prodanih više od 24 milijuna primjeraka u cijelom svijetu. U Sjedinjenim Državama je album debitirao na dvadeset i osmom mjestu na Billboard 200 i dosegnuo prvo mjesto 16. kolovoza 1986. Na vrhu ljestvice se zadržao šest tjedana, a na sveukupno je na ljestvici proveo osamdeset i dva tjedna. Također je dospio na četrdeset i sedmo mjesto Top R&B/Hip-Hop Albums ljestvice. Album je 9. veljače 1995. primio sedmerostruku plarinastu certifikaciju od strane Recording Industry Association of America za prodanih sedam milijuna kopija u Sjedinjenim Državama. To je Madonnin treći najprodavaniji album tamo, nakon Like a Virgin (1984) i The Immaculate Collection (1990). Nakon osnivanja Nielsen SoundScan 1991., album je prodao doadatnih 404.000 kopija u SAD-u.
U Kandi je album debitirao 5. srpnja 1986. na sedamdeset i trećem mjestu RPM ljestvice. Album se brzo penjao po ljestvici, te je dospio na sam vrh 9. kolovoza 1986., te se tamo zadržao punih devet tjedana. Sveukupno je na ljestvici boravio sedamdeset i sedam tjedana. Canadian Recording Industry Association (CRIA) je 11. lipnja 1986. albumu dodijelila dijamantnu certifikaciju za prodanih milijun primjeraka. U Ujedinjenom Kraljevstvu je album ušao na ljestvicu na prvom mjestu, i postao prvi album američkog umjetnika kojemu je to pošlo za rukom. Na ljestvici je album bio prisutan osamdeset i et tjedana., te je posatao najprodavaniji album u UK za 1986. godinu. Album je primio sedmerostruku platinastu certifikaciju 1. ožujka 1992. od strane British Phonographic Industry (BPI) za distribuciju 2.100.000 primjeraka. Do danas je album u UK prodan u 1.961.164 primjeraka, što ga čini šezdeset i četvrtim najprodavanijim albumom u britanskoj povjesti.

## Singlovi
- "Live to Tell" je prvi singl izdana s albuma u ožujku 1986. Ovo je bila druga Madonnina balada nakon velikog hita "Crazy for You",[53] a korištena je u filmu Izbliza gdje je glumio njezin tadašnji suprug Sean Penn. Kritičari su hvalili pjesmu, te je većina njih ustvrdila da je to Madonnina najbolja balada ikada, te da je to balada koja je promijenila pravila pisanja u suvremenoj glazbi za odrasle.[22][26] "Live to Tell" je postala treći Madonnin broj 1 na američkoj Billboard Hot 100 ljestvici,[54] te druga broj 1 filmska skladba nakon "Crazy for You".[55] Pjesma je postala i uspješnica u cijelom svijetu, s Top 10 u Kanadi, Francuskoj, Nizozemskoj, Švicarskoj i Ujedinjenom Kraljevstvu.[56][57][58][59][60]

- "Papa Don't Preach" je izdana kao drugi singl u lipnju 1986. Pjesma je doživjela veliko priznanje kritičara koji su naglašavali da je ova pjesma iznad albuma,[29] te da je s ovakvim pjesmama Madonna izvela preobrazbu iz pop adolescencije u pop umjetnika, te se time priključila Michaelu Jacksonu i Princeu u ikone 80-ih godina.[61] Pjesma je postala Madonnin četvrti broj 1 na američkoj Billboard Hot 100 ljestvici,[54] a na prva mjesta je dospjela i u Kanadi, Irskoj, Italiji i Ujedinjenom Kraljevstvu.[62][63][64][65]

- "True Blue" je bio treći singl s albuma, a izdan je u rujnu 1986. To je dance-pop pjesma, a inspirirana je jednom ženskom grupom iz 1960-ih.[7] Kritičari su govorili da je ovo lagana i zabavna pjesma, te s duhom 50-ih,[66] dok su neki prigovarali da je "preneutralna" u usporedbi s ostalim pjesmama s albuma,[67] te da je ona slazka pjesma ali nije dovoljno jaka da bi se i album zvao tako. Pjesma je dospjela na treće mjesto Hot 100 ljestvice,[54] a na vrh ljestvica se popela u Irskoj i Ujedinjenom Kraljevstvu.[68][69]

- "Open Your Heart" je četvrti singl s albuma, izdan u studenome 1986. Pjesmu su kritičari hvalili i kako temu pjesme, tako i dance strukturu.[32][70] Pjesma je bila peti broj 1 na američkoj Billboard Hot 100 ljestvici.[54] U svijetu je uglavnom ulazila u Top 10 ljestvica, uključujući Belgiju, Irsku, Italiju, Nizozemsku i Ujedinjeno Kraljevstvo.[71][72][73][74][75]

- "La Isla Bonita" je bio peti i konačni singl s albuma koji je izdan u veljači 1987. Pjesma je opisal Madonnu kao turisticu.[76] Prvi stih se odnosi na otok zvan San Pedro iako se Madonna nikada nije jasno izjasnila o tome.[77] Pjesma je primila izvrsne komentare kritičara, koji su pjesmu nazivali jednom od Madonninih najboljih, najutjecajnijih i besmtrnih, te najboljom pjesmom na albumu.[30][78] "La Isla Bonita" je bila veliki svjetski hit, s prvim mjestima ljestvica u Kanadi, Francuskoj, Njemačkoj i Ujedinjenom Kraljevstvu,[79][80] doj je u Sjedinjenim Državama dospjela na četvrto mjesto Billboard Hot 100 ljestvice.[54]

## Live nastupi
Većina pjesma s albuma je izvođena na Madonninim koncertnim turnejama. Njezina Who's That Girl World Tour iz 1987. je uključivala sve pjesme s albuma, osim "Jimmy Jimmy" koja je i do danas ostala jedina pjesma s albuma koju Madonna nikada nije izvela uživo. Izvedbe su uključivale ideje sexa, senzacije, religije i socijalne probleme zajedno s video projekcijama. "Live to Tell" je uvijek bila vezana za religijske teme. Tako je 1990. na Blond Ambition World Tour Madonna pjesmu otpjevala na klečećoj klupici, s pozadinom koja je imitritala Katoličku crkvu te prepuno svijeća. Slična simbolika se ponovila 2006. na Confessions Tour. Madonna je pjesmu pjevala obješena na križu s trnovitom krunom na glavi. Izvedba je izazvala burne reakcije religijskoh grupa, ponajviše Ruske pravoslavne crkve, ruskih Židova i Katoličke crkve. Madonna je branila svoju izvedbu time što je rekla: "Moja izvedba nije ni anti-kršćanska, svetogrdna ili bogohulna. Umjesto toga, to je moj prigovor publici da ohrabrim čovječanstvo da pomažu jedni drugima i da vidi svijet kao jedinstvenu cjelinu. Duboko u srcu vjerujem da bi Isus isto napravio da je danas živ."
Njezine izvedbe pjesama "Papa Don't Preach" i "Open Your Heart" su također uzdrmale vjerske zajednice. Madonna je izvedbu "Papa Don't Preach" na Who's That Girl World Tour posvetila Papi dok je u pozadini na ekranu bilo ispisano "Safe Sex". Pjesmu je ponovno ivela na Re-Invention World Tour za vrijeme čijeg je nastupa nosila majice s natpisima "Kabbalists do it Better", "Brits do it Better" ili "Irish do it Better", te koje podsjećaju na onu iz glazbenog videa za ovu pjesmu. Za vrijeme izvedbe "Open Your Heart" na Blond Ambition Tour, nosila je njezin poznati šiljasti prsluk.
Za nastup na Who's That Girl Tour, Madonna je surađivala s dizajnericom Marlene Stewart koja je oživjela pjesme i spotove na pozornici. Pjesme poput "White Heart" su izvedene s gangsterkim idejama. "Love Makes the World Go Round" je Madonna izvela 1985. na Live Aidu. Najizvođenija pjesma s ovog albuma je "La Isla Bonita". Ona se našla na popisu izvođenih pjesama na sljedećim turnejama: 1987. na Who's That Girl Tour, 1993. na Girlie Show Tour, 2001. na Drowned World Tour, 2006. na Confessions Tour, i 2008. – 09. na Sticky & Sweet Tour. Također ju je izvela i 2007. na Live Earth, dobrotvornom koncrtu u Londonu. Pjesma je izvođena u različitim obradama, ali je uvijek ostala španjolska priroda pjesme. Na Sticky & Sweet Tour je Madonna pjesmu s mjestila u romski dio koncerta, te ju je otpjevala zajedno s romskim folk pjesmama "Doli Doli" i "Lela Pala Tute".

## Popis skladbi
| 1.    | »Papa Don't Preach«             | Brian Elliot, Madonna                   | Madonna, Stephen Bray                  | 4:29 |
| 2.    | »Open Your Heart«               | Madonna, Gardner Cole, Peter Refelson   | Madonna, Patrick Leonard               | 4:13 |
| 3.    | »White Heat«                    | Madonna, Patrick Leonard                | Madonna, Patrick Leonard               | 4:40 |
| 4.    | »Live to Tell«                  | Madonna, Patrick Leonard                | Madonna, Patrick Leonard               | 5:52 |
| 5.    | »Where's the Party«             | Madonna, Stephen Bray, Patrick Leonard  | Madonna, Stephen Bray, Patrick Leonard | 4:21 |
| 6.    | »True Blue«                     | Madonna, Stephen Bray                   | Madonna, Stephen Bray                  | 4:18 |
| 7.    | »La Isla Bonita«                | Madonna, Patrick Leonard, Bruce Gaitsch | Madonna, Patrick Leonard               | 4:02 |
| 8.    | »Jimmy Jimmy«                   | Madonna, Stephen Bray                   | Madonna, Stephen Bray                  | 3:55 |
| 9.    | »Love Makes the World Go Round« | Madonna, Patrick Leonard                | Madonna, Patrick Leonard               | 4:35 |
| 40:25 |                                 |                                         |                                        |      |

| 10. | »True Blue« (The Color Mix)       | Madonna, Stephen Bray                   | Shep Pettibone  | 6:37 |
| 11. | »La Isla Bonita« (Extended Remix) | Madonna, Patrick Leonard, Bruce Gaitsch | Chris Lord-Alge | 5:25 |

## Uspjeh na ljestvicama i certifikacije
| Država                 | Pozicija |
| ---------------------- | -------- |
| Australija             | 1        |
| Austrija               | 2        |
| Danska                 | 29       |
| Francuska              | 1        |
| Italija                | 1        |
| Japan                  | 2        |
| Kanada                 | 1        |
| Nizozemska             | 1        |
| Norveška               | 2        |
| Novi Zeland            | 1        |
| Njemačka               | 1        |
| Španjolska             | 1        |
| Švedska                | 2        |
| Švicarska              | 1        |
| Ujedinjeno Kraljevstvo | 1        |
| US Billboard 200       | 1        |

| Država                 | Certifikacija |
| ---------------------- | ------------- |
| Argentina              | 4× Platinasta |
| Australija             | 4× Platinasta |
| Brazil                 | Zlatna        |
| Finska                 | Platinasta    |
| Francuska              | Dijamantna    |
| Hong Kong              | Platinasta    |
| Kanada                 | Dijamantna    |
| Nizozemska             | 7× Platinasta |
| Novi Zeland            | 5× Platinasta |
| Njemačka               | 2× Platinasta |
| Španjolska             | 3× Platinasta |
| Ujedinjeno Kraljevstvo | 7× Platinasta |
| Sjedinjene Države      | 7× Platinasta |

### Singlovi
| 1986                                              | "Live to Tell"      | 1 | 3 | 7  | —  | 1 | 6  | 12 | 1  | 4  | 2 | - UK: Srebrna              |
| 1986                                              | "Papa Don't Preach" | 1 | — | 1  | 4  | 1 | 3  | 2  | 1  | 2  | 1 | - US: Zlatna - UK: Zlatna  |
| 1986                                              | "True Blue"         | 3 | 6 | 5  | 9  | 1 | 6  | 6  | 4  | 6  | 1 | - US: Zlatna - UK: Srebrna |
| 1986                                              | "Open Your Heart"   | 1 | 1 | 16 | 18 | 8 | 24 | 17 | 6  | 11 | 4 | - UK: Srebrna              |
| 1987                                              | "La Isla Bonita"    | 4 | 1 | 6  | 1  | 1 | 1  | 1  | 18 | 1  | 1 | - UK: Srebrna              |
| "—" nije izdana ili se nije pojavila na ljestvici |                     |   |   |    |    |   |    |    |    |    |   |                            |

### Prethodnici i nasljednici na ljestvicama
| Prethodnik Invisible Touch, Genesis | UK broj 1 album (12. srpnja 1986. - 22. kolovoza 1986.) | Nasljednik Now That's What I Call Music 7, razni umjetnici |

| Prethodnik Whitney Houston, Whitney Houston | Australija broj 1 album (4. kolovoza 1986. - 17. kolovoza 1986.) | Nasljednik Whitney Houston, Whitney Houston |

| Prethodnik Top Gun, razni umjetnici | US Billboard 200 broj 1 album (16. kolovoza 1986. - 19. rujna 1986.) | Nasljednik Dancing on the Ceiling, Lionel Richie |

| Prethodnik Brothers in Arms, Dire Straits | UK najprodavaniji album godine (1986.) | Nasljednik Bad, Michael Jackson |